# Champsecret
Champsecret är en kommun i departementet Orne i regionen Normandie i nordvästra Frankrike. Kommunen ligger i kantonen Domfront som tillhör arrondissementet Alençon. År 2022 hade Champsecret 961 invånare.

## Befolkningsutveckling
Antalet invånare i kommunen Champsecret
| Referens: INSEE |